# Stichting ir. D.C. van Schaïk

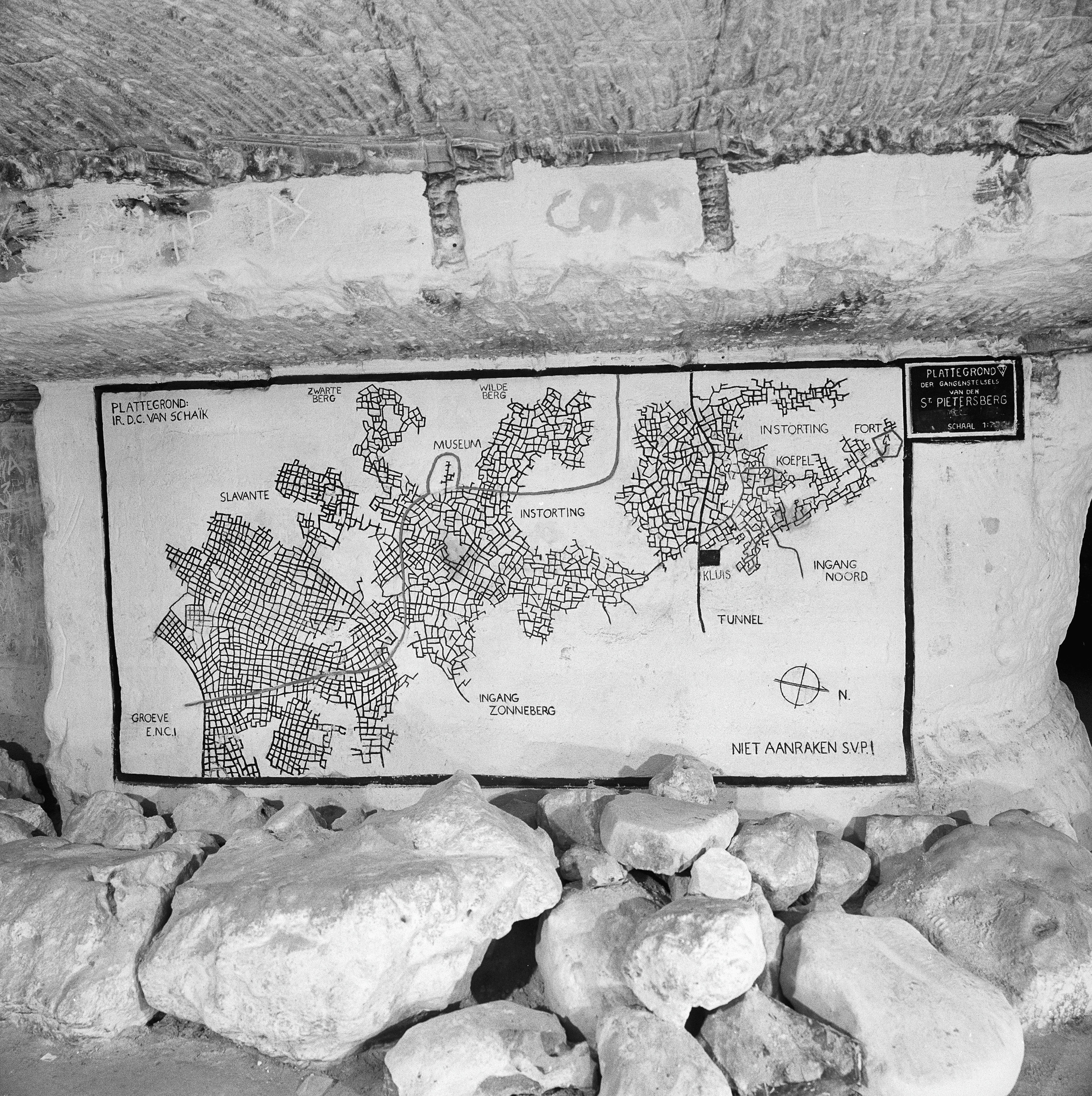
Houtskooltekening uit 1950 van Van Schaik in de Sint-Pietersberg met plattegrond van het toenmalige gangenstelsel

Stichting ir. D.C. van Schaïk is een stichting die als doelstellingen heeft het beheren van onderaardse kalksteengroeven in Nederlands en Belgisch Mergelland, de aanwezige geologische, historische en biologische waarden te behouden en deze groeven voor onderzoek en niet-commerciële educatieve bezoeken open te stellen.
De stichting is vernoemd naar Ir. D.C. van Schaïk (1888 – 1972), een pionier op het gebied van onderzoek van de onderaardse kalksteengroeven en in het bijzonder van de gangen van de Sint-Pietersberg.
De Stichting ir. D.C. van Schaïk maakt deel uit van het Natuurhistorisch Genootschap in Limburg (NHGL) en heeft een nauwe band met de Studiegroep Onderaardse Kalksteengroeven (SOK). De stichting heeft haar thuisbasis in het Natuurhistorisch Museum Maastricht.

## Groeves
Groeves onder beheer van de stichting zijn:
- Apostelgroeve
- Fallenberggroeve (ontoegankelijk)
- Heiberggroeve
- Gewandgroeve I
- Gewandgroeve II
- Groeve De Keel
- Keldertjes Slavante
- Lourdesgrot Eys met schuilkelder
- Vuursteenmijnen van Rijckholt[2]
- Roothergroeve
- Scheuldergroeve I
- Scharnderberggroeve
- Groeve Theunissen II (oost)